# Spiroketer
Spiroketer (Spirochaetes) är en av de olika bakteriestammarna.
Spiroketbakterien kan vara både spiralformad och skruvad och dess form beror på cellväggen och cytoskelettet. Bakterien hämtar in näringsämnen genom cellväggen.
Spiroketer utgör en distinkt genetiskt och morfologiskt avskild bakteriegrupp. De är mer eller mindre spiralformigt eller vågformigt böjda och rör sig med korkskruvsliknande rörelse som åstadkoms med ett axialt filament. Vid mikroskopidiagnostik används framför allt mörkfälts- eller immunofluorescensmikroskopi då bakterierna ger dålig kontrast vid gramfärgning. Flertalet arter är svåra eller hittills omöjliga att odla med sedvanliga laboratoriemetoder. Medicinskt intressanta är de tre släktena Borrelia, Leptospira och Treponema där syfilisspiroketen T. pallidum, syfilisbakterien, är den allmänt mest bekanta. Övriga släkten förekommer i vatten eller fuktig miljö och betraktas som icke sjukdomsframkallande.
De sjukdomsframkallande arterna är känsliga för många antibiotika och behandlas ofta med penicillin- eller tetracyklinpreparat. Vid behandlingen, särskilt om den sker tidigt i sjukdomsfasen inträffar ofta, speciellt vid återfallsfeber, inom ett par timmar efter att behandlingen påbörjats en Jarisch-Herxheimerreaktion med frysningar,  accentuering av hudutslag som orsakats av infektionen, blodtrycksfall och i svåra fall chock, som kan kräva intensivvård.